# 山东大学齐鲁医院
山东大学齐鲁医院（英語：Qilu Hospital of Shandong University）创立于1890年，是中华人民共和国山东省济南市的一所三级甲等医院，为山东大学附属单位，是国家卫生健康委直属医院。

## 荣誉
齐鲁医院曾因救治急性百草枯中毒知名，其利用环磷酰胺等免疫抑制剂，抑制免疫系统来阻止肺纤维化，结合糖皮质激素和血液透析等促进毒素排出，能提高不同程度的中毒治愈可能。曾报告过一起孕晚期百草枯中毒案例，母婴均死亡。

## 争议事件
2025年5月4日，一篇题为《针对性护理干预在子宫肌瘤围手术期的情绪和生活质量临床应用效果》的论文在网络流传，作者为山东大学齐鲁医院妇科霍文静，发表时间为2017年。文章开篇写道，“子宫肌瘤是女性常见的良性肿瘤之一”，但随后又写道“选取本院2015年4月至2016年4月收治的接受手术治疗的子宫肌瘤患者80例，对照组患者中，男27例，女13例，观察组患者中，男28例，女12例，年龄24-55岁。”次日，山东大学齐鲁医院对此事展开调查，决定给予该院护士霍文静记过处分、降级处理，取消其五年内各类晋级晋升等资格。5月6日，《中国医药指南》杂志社发布致歉声明，表示已将涉事编辑辞退，并制定整改措施。